# Eodorcadion exaratum argali
Eodorcadion exaratum argali es una subespecie de escarabajo longicornio perteneciente al género Eodorcadion, categorizada en la tribu Dorcadionini, de la subfamilia Lamiinae. Fue descrita por Jakovlev en 1889.
El período de actividad en los ejemplares adultos se presenta durante los meses de julio y agosto.

## Descripción
Mide 12-19,8 mm de longitud.

## Distribución
Se distribuye por Asia: en Mongolia.